# Перепряжка
Перепряжка — деревня в Нижнесергинском районе Свердловской области России, входит в состав Михайловского муниципального образования Нижнесергинского муниципального района.

## Географическое положение
Деревня Перепряжка расположена в 40 километрах (по дорогам в 44 километрах) к югу-юго-западу от города Нижние Серги, на обоих берегах реки Шарамы — левого притока реки  Уфы.

## Название
Слово перепряжка означает место смены лошадей при езде на перекладных. Татарское название села тат. Аккул, башкирское — баш. Аҡҡул.

## Население
| 2002 | 2010 | 2021 |
| ---- | ---- | ---- |
| 272  | ↗279 | ↘230 |

В 1926 году жители деревни Перепряжка в основном считали себя башкирами, а с 1959 года — татарами.
Согласно Всероссийской переписи населения 2002 года, в деревне проживали татары (92%) и башкиры (8%).